# Manduca mayi
Manduca mayi är en fjärilsart som beskrevs av Clark 1917. Manduca mayi ingår i släktet Manduca och familjen svärmare. Inga underarter finns listade i Catalogue of Life.